# Chantal Réga
Chantal Réga (ur. 7 sierpnia 1955 w Nîmes) – francuska lekkoatletka, płotkarka i sprinterka, dwukrotna olimpijka.
Zdobyła srebrny medal w biegu na 100 metrów przez płotki na mistrzostwach Europy juniorów w 1973 w Duisburgu. Odpadła w eliminacjach biegu na 60 metrów przez płotki na halowych mistrzostwach Europy w 1974 w Göteborgu, w półfinale biegu na 100 metrów przez płotki na mistrzostwach Europy w 1974 w Rzymie oraz w eliminacjach biegu na 60 metrów przez płotki na halowych mistrzostwach Europy w 1975 w Katowicach i na halowych mistrzostwach Europy w 1976 w Monachium.
Zajęła 8. miejsce w finale biegu na 200 metrów i odpadła w eliminacjach sztafety 4 × 100 metrów na igrzyskach olimpijskich w 1976 w Montrealu. Na halowych mistrzostwach Europy w 1977 w San Sebastián zajęła 4. miejsce w biegu na 60 metrów. Zajęła 8. miejsce w biegu na 100 metrów na uniwersjadzie w 1977 w Sofii, a sztafeta 4 × 100 metrów z jej udziałem została zdyskwalifikowana w finale.  Na halowych mistrzostwach Europy w 1978 w Mediolanie zajęła 6. miejsce w biegu na 60 metrów.
Zajęła 5. miejsce w biegu na 200 metrów, 8. miejsce w biegu na 100 metrów i nie ukończyła finałowego biegu rozstawnego 4 × 100 metrów na mistrzostwach Europy w 1978 w Pradze. Zdobyła brązowy medal w sztafecie 4 × 100 metrów (w składzie: Odile Madkaud, Jacqueline Curtet, Marie-Pierre Philippe i Réga) oraz zajęła 4. miejsce w biegu na 200 metrów na uniwersjadzie w 1979 w Meksyku. Zwyciężyła w biegu na 100 metrów i w sztafecie 4 × 100 metrów (w składzie: Annie Alizé, Emma Sulter, Claudine Mas i Réga) na igrzyskach śródziemnomorskich w 1979 w Splicie. Zwyciężyła w sztafecie 4 × 100 metrów w zawodach pucharu świata w 1979 w Montrealu.
Zajęła 5. miejsce sztafecie 4 × 100 metrów, 7. miejsce w biegu na 100 metrów i odpadła w półfinale biegu na 200 metrów na igrzyskach olimpijskich w 1980 w Moskwie.
Zdobyła brązowy medal w biegu na 400 metrów przez płotki na mistrzostwach Europy w 1982 w Atenach, przegrywając jedynie z Ann-Louise Skoglund ze Szwecji i Petrą Pfaff z Niemieckiej Republiki Demokratycznej.
Réga była mistrzynią Francji w biegu na 100 metrów w latach 1976 i 1978–1980, w biegu na 200 metrów w latach 1975, 1976 i 1978–1980, w biegu na 100 metrów przez płotki w 1974 i 1975 oraz w biegu na 400 metrów przez płotki w 1982, a także wicemistrzynią w biegu na 100 metrów przez płotki w 1973 i w pięcioboju w 1975. W hali była mistrzynią Francji w biegu na 60 metrów w 1977, w biegu na 200 metrów w 1982 i w biegu na 60 metrów przez płotki w 1975 oraz wicemistrzynią w biegu na 50 metrów w 1978 i w biegu na 60 metrów przez płotki w 1976.
Dwukrotnie poprawiała rekord Francji w biegu na 100 metrów do wyniku 11,15 s (uzyskanego 26 czerwca 1976 w Villeneuve-d’Ascq), trzykrotnie w biegu na 200 metrów do czasu 22,72 s (16 maja 1981 w Les Abymes), trzykrotnie w biegu na 400 metrów przez płotki do rezultatu 54,93 s (10 września 1982 w Atenach) i siedmiokrotnie w sztafecie 4 × 100 metrów do wyniku 42,84 s (1 sierpnia 1980 w Moskwie). Były to najlepsze wyniki w jej karierze
Pozostałe rekordy życiowe Régi:
- bieg na 100 metrów przez płotki – 13,32 (27 czerwca 1975, Saint-Étienne)
- bieg na 50 metrów (hala) – 6,34 (18 lutego 1978, Grenoble)
- bieg na 60 metrów (hala) – 7,30 (20 lutego 1977, Orlean)